# Cometa Arend-Roland
El cometa Arend-Roland fue un cometa que apareció en el año 1957 y alcanzó un gran brillo debido a su paso por el sistema solar interno. Fue notable por la aparición tras el perihelio de una gran anticola. Viaja con una órbita hiperbólica, lo que significa que se mueve lo suficientemente rápido como para salir del sistema solar completamente.
En Nogales, Sonora, (México), se pudo ver este cometa durante un período de tres meses, aproximadamente entre julio y octubre de 1957. Fue el cometa más vistoso y brillante que se vio en la segunda parte del siglo XX. Viajaba de sur a norte todas las noches de ese período, siendo observado por los residentes de esta región. Después de este cometa, se observó en los años 90 al cometa Halley (1P/ Halley, después el Hale-Bopp (C/1995 O1) y a continuación, el Hyakutake (C/1996 B2).
- Datos: Q951053
- Multimedia: Comet Arend-Roland / Q951053